# Green Forest
Green Forest – miasto w Stanach Zjednoczonych, w stanie Arkansas, w hrabstwie Carroll.